# 張志雲 (專欄作家)
張志雲（Allan Cheung，1969年8月9日—）是香港的作者、專欄作家和財商教育導師，他在財商教育的授課影響了一些人的金錢觀念。